# Brienne (gemeente)
Brienne is een gemeente in het Franse departement Saône-et-Loire (regio Bourgogne-Franche-Comté) en telt 311 inwoners (1999). De plaats maakt deel uit van het arrondissement Louhans.

## Geografie
De oppervlakte van Brienne bedraagt 5,6 km², de bevolkingsdichtheid is 55,5 inwoners per km².
De onderstaande kaart toont de ligging van Brienne (gemeente) met de belangrijkste infrastructuur en aangrenzende gemeenten.

## Demografie
Onderstaande figuur toont het verloop van het inwonertal (bron: INSEE-tellingen).